# كويني ماكنزي
كويني ماكنزي (بالإنجليزية: Queenie McKenzie)‏ هي رسامة أسترالية، ولدت في 1930، وتوفيت في 1 نوفمبر 1998.